# 化石戰爭
化石戰爭（Bone Wars）又名骨頭大戰，發生於19世紀後期镀金时代的美國。兩位著名古生物學家愛德華·德林克·科普（Edward Drinker Cope）與奧塞內爾·查利斯·馬什（Othniel Charles Marsh），互相競爭發現更多、更著名的新恐龍。這段激烈的競爭牽扯到賄賂、政治、印地安人領土的暴力事件以及個人攻擊行為。

## 背景
化石戰爭開始於1863年，當時化石收藏家威廉·帕克·佛克（William Parker Foulke）在紐澤西州哈登菲爾德鎮的一個泥灰坑中，挖出鴨嘴龍的正模標本，這是首次發現的接近完整恐龍化石，並且引起古生物學界對於恐龍的關注。這個標本被送到費城的自然科學學會，並由當時的頂尖古生物學家約瑟夫·萊迪（Joseph Leidy）命名為鴨嘴龍。

## 科普的發現

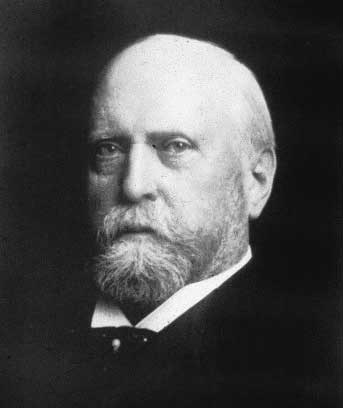
奧塞內爾·查利斯·馬什

當時愛德華·德林克·科普正為萊迪工作，並參與這次鴨嘴龍標本的挖掘工作。萊迪與科普兩人與使用泥灰坑的公司接洽，該公司將該泥灰坑用來儲放肥料。科普甚至與妻子、年幼的女兒搬到哈登菲爾德鎮。萊迪與科普後來共同發現了許多化石，其中包含第二個接近完整的恐龍化石，在1866年發現的肉食性暴風龍。暴風龍的骨骸包含：一個後腿、部分下頜、以及一個被科普形容為形狀介於老鷹與獅子的爪。暴風龍被敘述成一種二足的肉食性恐龍，身長約6.1公尺。
當科普挖掘哈登菲爾德鎮的鴨嘴龍化石時，任職於康乃狄克州紐哈芬市耶魯大學（當時為學院）的教授奧塞內爾·查利斯·馬什，正在康乃狄克河谷研究恐龍足跡化石。馬什前來拜訪科普，以及挖掘鴨嘴龍的泥灰坑。科普與馬什共同挖出一些新化石，但馬什私底下賄賂公司的經理，要求公司經理將任何新發現的化石要瞞過柯普優先通知他，兩人關係開始交惡，爾虞我詐的競爭就此展開。
在1870年代，恐龍的挖掘轉向美國西部。尤其是在1877年，橫跨堪薩斯州、內布拉斯加州、科羅拉多州的莫里遜組發現了許多化石，莫里遜組的年代為白堊紀，當時正位在西部內陸海道的沿岸。由於科普與馬什都很富有，科普出生於一個富裕的貴格會家庭，而馬什則是著名創業家與慈善家乔治·皮博迪的侄子。在每年夏季，科普與馬什將他們的資產投注於挖掘化石，並在冬季公佈他們的研究。
他們的挖掘工作伴隨者間諜戰、搶奪工人、偷取化石、賄賂等指控。科普多次指責馬什偷取他的化石，因此他偷取了一輛載滿馬什化石的火車，並將化石送到費城。馬什用相同的手段回報，並擅入印地安人的墓地偷取化石，而發生了暴力事件。馬什因此相當保護他的化石挖掘處，甚至在其中一處埋藏炸藥，以防止科普前來偷取。
科普與馬什也試圖抵毀對方的專業信譽。當馬什指出科普的一個薄片龍重建骨架，頭部被錯誤地裝到尾端，科普試圖掩飾這個錯誤，甚至試圖買下任何這個提到錯誤的科學期刊；而首先指出這個錯誤的馬什，仍公佈了這個科學錯誤。馬什後來也犯了類似的錯誤，他在一個雷龍（現名為迷惑龍）的骨架上裝錯了顱骨。但直到过去一百多年，在1981年耶魯大學的皮博迪自然史博物馆才發現這個錯誤。

## 影響

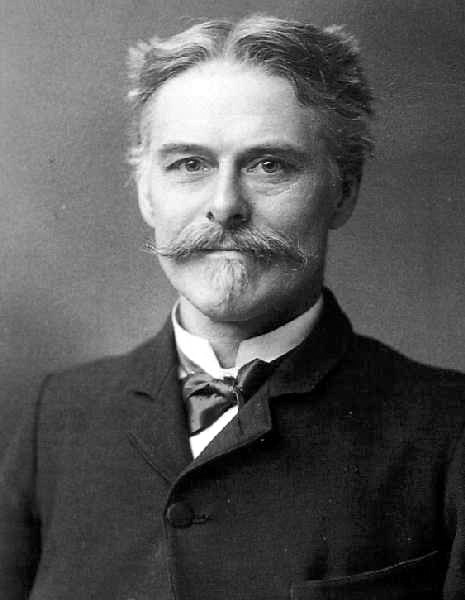
愛德華·德林克·科普

兩人在古生物学领域貢獻巨大，總共發現142個新標本。其中馬什發現了86恐龍標本，大部分出土於懷俄明州的科莫崖；科普發現了56個，且科普所發現的新恐龍，大部分已被命名過，或是分類不明確的物種。馬什所發現的著名物種包含三角龍、異特龍、梁龍與劍龍，科普所發現的著名物種有異齒龍、圓頂龍、腔骨龍與獨角龍。在化石戰爭之前，北美洲只有9種已命名恐龍，两人在化石戰爭中心发现了142種（不过经后世科学家检验，只有32种，许多当时的分类是重复或错误的）。兩人並提出重要的理論，馬什曾提出鳥類是恐龍的後代，科普則提出「科普法則」：在地質史上，生物是往體型愈來愈大的方向演化。
科普被認為是頭腦出色的科學家，但個性急躁、粗心。科普相當多產，提出超過1400份科學论文，這個紀錄保持到今日。馬什是較謹慎細心的學者，且有更良好的政界關係。他輕易地打進上層社會，結識美國總統格蘭特、羅特席爾德家族、布法羅·比爾、拉科塔族首領紅雲。
兩人的競爭長達30年，直到科普在1897年去世，但當時他們已將所有的資產投注於恐龍的挖掘工作中。馬什斷絕聯邦政府對於科普的金錢支援，包含美國地質調查局，導致科普必須販賣他的化石。馬什後來抵押他的房屋，向耶魯大學討求薪資。科普則向科學界捐獻出自己的頭顱骨，因為當時認為腦容量與智商有關係，而科普希望科學界能測量他的腦袋，與馬什的腦袋比較誰比較聰明。馬什沒有接受這個挑戰，但他的頭顱骨仍有保存下來。
科普與馬什的發現，對古生物學界影響重大，但也有負面影響。他們的互相敵視與行為，使美國與歐洲古生物學界的聲譽受到損害，長達數十年之久。此外，兩人的挖掘與處理步驟粗略，例如採用火藥來挖掘化石，與雇用工人破壞對方的挖掘地點，而使化石遭到損毀或破壞。許多重要的化石可能就此消失。

## 外部連結
- 化石戰爭的經過（附圖）
- 哈登菲爾德鎮與化石戰爭的歷史 （页面存档备份，存于）
- 紐澤西州哈登菲爾德鎮的挖掘歷史
- 科莫崖的Bone Cabin博物館（已休館）
- 中的“化石戰爭”